# Crotonzuur
Crotonzuur of trans-but-2-eenzuur is een laagmoleculair vetzuur, dat als witte of bijna-witte kristallen voorkomt. Het wordt meestal in gesmolten toestand vervoerd. Het cis-isomeer heet isocrotonzuur.
Crotonzuur is aangetroffen in kleigronden in Texas, en wordt ook gevormd bij de droge destillatie van hout. De commerciële productie gebeurt door de oxidatie met zuurstof of met lucht van crotonaldehyde. Crotonzuur kan ook bekomen worden door de reactie van aceetaldehyde met malonzuur in pyridine.

## Synthese
Crotonzuur kan bereid worden door oxidatie van crotonaldehyde met kaliumpermanganaat:
Een andere methode is de Knoevenagel-condensatie van aceetaldehyde met malonzuur in pyridine:
Ook bij de basische hydrolyse van allylcyanide ontstaat door een intramoleculaire omlegging crotonzuur:

## Toepassingen
Crotonzuur wordt vooral gebruikt als co-monomeer voor polymeren, en als tussenproduct voor de productie van velerlei chemicaliën zoals weekmakers, smaakstoffen, kleurstoffen, farmaceutische producten (bijvoorbeeld racemisch threonine) en pesticiden.

## Gevaren

### Chemisch
De stof kan polymerizeren onder invloed van UV-licht of vocht. De oplossing in water is een zwak zuur. Crotonzuur reageert hevig met basen, oxidatiemiddelen en reductiemiddelen met kans op brand en ontploffing.

### Medisch
De stof is corrosief voor de ogen, de huid en de luchtwegen. Inademing van de damp kan longoedeem veroorzaken. De effecten kunnen met vertraging optreden.